# Reaktivitätskoeffizient
Ein Reaktivitätskoeffizient {\displaystyle \xi } beschreibt in der Kerntechnik die Änderung der Reaktivität {\displaystyle \rho } eines Reaktors, die durch Änderung einer anderen Größe {\displaystyle x} hervorgerufen wird. Es handelt sich also um einen Differentialquotienten 
{\displaystyle \xi ={\frac {d\rho }{dx}}}.
Ist {\displaystyle x} das im Kühlmittel fehlende Volumen, so spricht man vom Dampfblasenkoeffizienten (allgemeiner: Kühlmittelverlustkoeffizient oder Voidkoeffizient). Ist {\displaystyle x} die Temperatur, so heißt {\displaystyle \xi } Temperaturkoeffizient; dieser wird meist Dopplerkoeffizient genannt, weil der Effekt im Wesentlichen durch die Dopplerverbreiterung der Resonanzen im Wirkungsquerschnitt des Neutroneneinfangs im 238U zustande kommt. In dieser Art können noch weitere Reaktivitätskoeffizienten definiert werden.
Ein Reaktivitätskoeffizient ist im Allgemeinen keine Konstante, denn die Funktion {\displaystyle \rho (x)} ist meist nicht linear. Der Reaktivitätskoeffizient hängt vielmehr selbst vom Wert der jeweiligen Einflussgröße (und meist noch von weiteren Parametern) ab. Wird für einen Reaktor nur ein einzelner Wert des jeweiligen Koeffizienten genannt, bezieht er sich meist auf den normalen Betriebszustand. Oft interessiert vor allem das Vorzeichen des Reaktivitätskoeffizienten, d. h. ob eine Zunahme der Einflussgröße die Reaktivität vermindert oder erhöht. Im Sinne der Reaktorsicherheit wird bei den beiden oben beschriebenen Reaktivitätskoeffizienten angestrebt oder verlangt, dass sie in allen Betriebszuständen des Reaktors negativ sind.
Durch einen genügend großen negativen Temperaturkoeffizienten stellt man z. B. sicher, dass beim (ggf. unbeabsichtigten) Anstieg der Temperatur die Reaktivität sinkt und der möglicherweise überkritische Reaktor dadurch zur Kritikalität zurückkehrt. 
Dies machen sich manche gepulsten Forschungsreaktoren wie der Reaktortyp TRIGA zunutze. Sie dürfen als einzige Reaktoren sogar zur prompten Überkritikalität gebracht werden, da ihr großer negativer Temperaturkoeffizient zuverlässig nach Millisekunden die Rückkehr zur Unterkritikalität bewirkt. Auch beim Forschungsreaktor Haigerloch, der praktisch keine Regelmöglichkeiten hatte, verließ man sich für den Fall, dass er Kritikalität erreicht hätte, auf die Reaktivitätsbegrenzung durch den nuklearen Dopplereffekt.